# RV & AV Excelsior in het seizoen 1962/63
Het seizoen 1962/1963 was het negende jaar in het bestaan van de Rotterdamse betaaldvoetbalclub Excelsior. De club kwam uit in de Nederlandse Eerste divisie en eindigde daarin op de achtste plaats. Tevens deed de club mee aan het toernooi om de KNVB Beker, hierin werd in de derde ronde, na verlenging, verloren van Feijenoord (2–3).

## Wedstrijdstatistieken

### Eerste divisie
|       | DHC   | DWS   | Eindhoven | Elinkwijk | Enschedese Boys | Fortuna | Go Ahead | Limburgia | RBC   | Roda JC | SHS   | Sittardia | Veendam | Velox | VVV   |
| ----- | ----- | ----- | --------- | --------- | --------------- | ------- | -------- | --------- | ----- | ------- | ----- | --------- | ------- | ----- | ----- |
| Thuis | 2 – 2 | 0 – 2 | 3 – 1     | 4 – 2     | 1 – 4           | 0 – 1   | 2 – 1    | 2 – 0     | 0 – 0 | 4 – 0   | 2 – 1 | 0 – 0     | 0 – 0   | 3 – 2 | 0 – 6 |
| Uit   | 3 – 2 | 0 – 1 | 1 – 0     | 4 – 1     | 0 – 0           | 6 – 1   | 4 – 0    | 3 – 3     | 1 – 1 | 2 – 2   | 0 – 1 | 2 – 0     | 0 – 1   | 2 – 0 | 1 – 3 |

### KNVB beker
| 2e ronde                                       | PEC                            | 0 – 1 (0 – 1)                      | Excelsior                                |
| 16 december 1962 Plaats: Zwolle De Vrolijkheid |                                |                                    | 11' Chris de Vries                       |
| 3e ronde                                       | Excelsior                      | 2 – 3 (0 – 1, 2 – 2) Na verlenging | Feijenoord                               |
| 25 april 1963 Plaats: Rotterdam Woudestein     | Piet Slui 65' Gerard Weber 70' |                                    | 30' Thijs Libregts 75', 96' Piet Kruiver |

## Statistieken Excelsior 1962/1963

### Eindstand Excelsior in de Nederlandse Eerste divisie 1962 / 1963
| Stand | Gespeeld | Gewonnen | Gelijk | Verloren | Punten | Doelpunten voor | Doelpunten tegen |
| ----- | -------- | -------- | ------ | -------- | ------ | --------------- | ---------------- |
| 8e    | 30       | 11       | 8      | 11       | 30     | 39              | 51               |

### Topscorers
| #      | Naam               | Goal |
| ------ | ------------------ | ---- |
| 1.     | Toon Meerman       | 7    |
| 2.     | Gerard Weber       | 6    |
| 3.     | Rinus Brand        | 5    |
| 3.     | Frans van den Burg | 5    |
| 3.     | Piet Slui          | 5    |
| 3.     | Chris de Vries     | 5    |
| 7.     | Louis Corpeleijn   | 2    |
| 7.     | Heimen Lagerwaard  | 2    |
| 9.     | Dik de Jonge       | 1    |
| 9.     | Hans den Ouden     | 1    |
| Totaal | Totaal             | 39   |

| #      | Naam           | Goal |
| ------ | -------------- | ---- |
| 1.     | Piet Slui      | 1    |
| 1.     | Chris de Vries | 1    |
| 1.     | Gerard Weber   | 1    |
| Totaal | Totaal         | 3    |